# Cottered
Cottered är en ort och civil parish i Storbritannien.   Den ligger i grevskapet Hertfordshire och riksdelen England, i den sydöstra delen av landet, 50 km norr om huvudstaden London. Cottered ligger 138 meter över havet och antalet invånare är 634.
Terrängen runt Cottered är huvudsakligen platt. Cottered ligger uppe på en höjd. Runt Cottered är det tätbefolkat, med 286 invånare per kvadratkilometer. Närmaste större samhälle är Stevenage, 9,6 km sydväst om Cottered. Trakten runt Cottered består till största delen av jordbruksmark.